# 阿斯托利亞林蔭路車站
阿斯托利亞林蔭路車站（英語：Astoria Boulevard station），又稱「阿斯托利亞林蔭路-霍伊特大道車站」（英語：Astoria Boulevard–Hoyt Avenue station），是美國紐約地鐵BMT阿斯托利亞線的一個快車地鐵站，位於皇后區阿斯托利亞阿斯托利亞林蔭路及大中央公園道，31街上方，設有N線（任何時候停站）與W線（僅平日停站）列車服務。

## 歷史
此站在1917年2月1日連同阿斯托利亞線一同啟用，起初是IRT的路線，現為IRT法拉盛線的皇后區線分支，列車來往大中央至阿斯托利亞。1917年7月23日，由IRT第二大道線分支的高架鐵路皇后區大橋啟用。當時所有往皇后區廣場的高架列車使用阿斯托利亞線，而所有地鐵列車使用可樂娜線，後來改為梅花間竹地往不同支線開行列車。此站在1923年4月8日起開始有BMT使用高架列車作接駁。
1949年10月17日，阿斯托利亞線成為只有BMT的路線，因為皇后區廣場車站的軌道已經固定，阿斯托利亞線的月台更被削走以容許BMT列車在上營運。起初服務由平日運行的「布萊頓慢車」（BMT 1）以及任何時段運行的「百老匯-第四大道慢車」（BMT 2）提供。
此站月台與阿斯托利亞線其餘6個車站在1950年延長至610英尺（190）以容許10節列車:23。總花費86.3萬美元。路線的訊號需要修改以考慮延長的月台:633, 729。
1998年5月1日的早上，一部在車站下方工作的鏟斗機（與紐約市公共運輸局無關工作）撞向車站夾層，導致三條支柱撕裂，另有四條損毀，地板餘下一個大洞。沒有人受傷，但列車通過車站時需要減速。清理工作即時開始，到了中午時分列車運行已經恢復正常，下午3時安裝了臨時木製地板。8小時後車站已經恢復正常運作。夜間進行永久維修。
在2015－2019年MTA資金計劃，車站月台和街道會加設升降機，以讓車站符合美國殘疾人法案無障礙通行要求。2018年9月開工。街道和夾層之間安裝兩部升降機，而夾層至兩個月台之間亦安裝各一部升降機。為了方便興建升降機，車站夾層將拆除重建。新的夾層將提升高度以減少下方卡車經過時撞到。2019年3月17日起，車站將完全關閉9個月以全面取代夾層。

## 車站結構
| P 月台 | 南行慢車           | 往康尼島-斯提威爾大道（百老匯） · 平日往白廳街-南碼頭（百老匯） |
| P 月台 | 島式月台，左側開門 |                                                                 |
| P 月台 | 尖峰特快           | 無定期服務                                                      |
| P 月台 | 島式月台，左側開門 |                                                                 |
| P 月台 | 北行慢車           | （平日） 往阿斯托利亞-迪特馬斯林蔭路（總站）                    |
| M      | 夾層               | 兩個出入口、車站詢問處、MetroCard自動售票機                     |
| G      | 街道層             | 出入口                                                          |

此站設有兩個島式月台和三條軌道。中央軌道到2002年前仍有營運，但現時不營運。
車站設有帶有纖維水泥板的木製雨棚和木製夾層。北行月台的座椅被三邊的矮屏風包圍。南行月台帶有哥倫布廣場的副站名，因為車站南面東南樓梯以東有一座小公園，內設一座哥倫布雕像。車站同時設有室內候車室。

### 出口

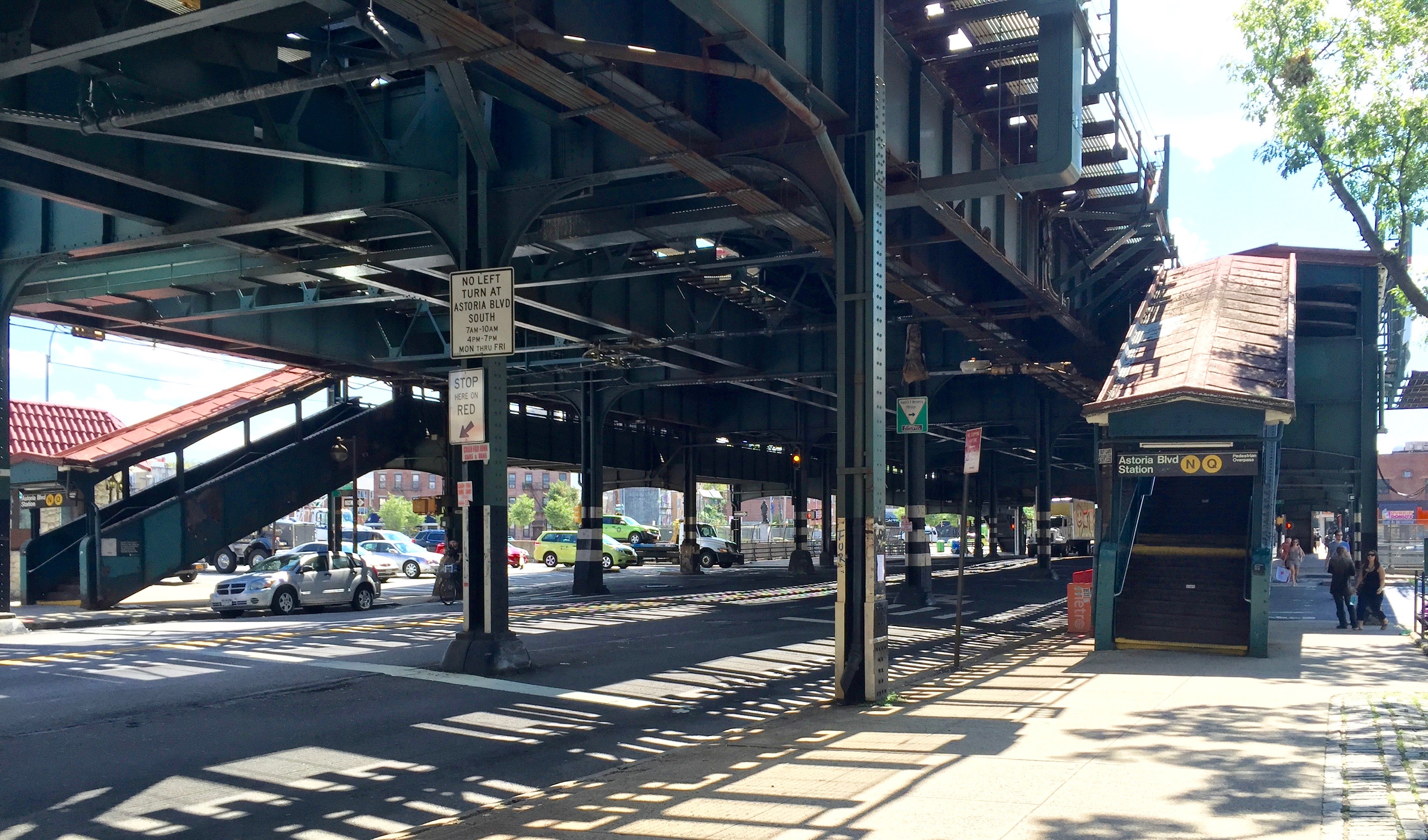
阿斯托利亞林蔭路北側的樓梯和行人道。紐約地鐵Q線在2010年至2016年間服務此站

車站設有四個出口：霍伊特大道北和31街交界（經上跨道）可到達西北角或東北角，霍伊特大道南和31街交界則可達西南角或東南角。西北角的樓梯預計將會在2018年11月中拆除，由升降機取代。
此站還可看見地獄門大橋、北面的高架橋、西面的三區大橋，以及下方的大中央公園道（278號州際公路）和霍伊特大道。後兩條道路導致車站原初設計被迫更改。1930年代興建三區大橋時遠北出口需要加設上跨道。公園道的工程導致北出口樓梯需要重置，因為公園道過寬。南樓梯則由1917年車站啟用一直維持至今。月台樓梯下降至夾層下通道，其兩側設有分開的閘機。

## 外部連結
- nycsubway.org—BMT Astoria Line: Astoria Boulevard/Hoyt Avenue
- Station Reporter — N Train
- Astoria Boulevard entrance from Google Maps Street View（页面存档备份，存于）
- Hoyt Avenue entrance from Google Maps Street View（页面存档备份，存于）
- Platforms from Google Maps Street View